# Johann Gottlieb Fichte
Johann Gottlieb Fichte (Rammenau, 1762. május 19. – Berlin, 1814. január 29.) német filozófus. A német idealizmus (metafizikai idealizmus) megalapítója és Schelling, illetve Hegel mellett legfontosabb képviselője.

## Élete
Sokgyermekes és szegény családba született, egy felső lausitzi szalagszövő munkás gyermeke; 1780-tól Jénában és Lipcsében teológiai hallgatóként filozófiával foglalkozott. Ifjúként csak pártfogójának, Millitz bárónak a támogatásával tudta tanulmányait végezni. Annak halála után helyzete még sanyarúbbá vált: 1784-től kevés jövedelmét házitanítóskodással igyekezett megszerezni. Az Immanuel Kant filozófiájával, különösen A tiszta ész kritikája (Kritik der reinen Vernunft) című művével való megismerkedés revelációként hatott Fichtére, és elhatározta, hogy ő is filozófiával kezd foglalkozni. Elutazott Königsbergbe a mesterhez, azonban a találkozás nem sikerült túl jól, így elhatározta, hogy egy tanulmányban bizonyítja jártasságát a kanti filozófiában. Néhány hét alatt megírta azt Kísérlet minden kinyilatkoztatás kritikájára (Versuch einer Critik aller Offenbarung, 1792) címmel, amitől Kant olyannyira el lett ragadtatva, hogy elintézte saját kiadójánál annak kinyomtatását. A mű névtelenül jelent meg, s mindenki Kant írásának tartotta, egészen addig, amíg az fel nem fedte az igazi szerző kilétét, amit követően Fichte szinte egyik napról a másikra híres lett.
1794-ben Jénába hívták a filozófia professzorának. Itt alkotta meg saját, Wissenschaftslehre (Tudománytan) elnevezésű, az Én fogalmára épülő és azt abszolutizáló (szolipszizmus) rendszerét. Egy 1798-ban megjelent írásában (Über den Grund unseres Glaubens an eine göttliche Weltregierung) Istent az erkölcsi világrenddel azonosította, emiatt ateizmussal vádolták, és az ennek nyomán kirobbant "ateizmus-vita" eredményeként 1799-ben el kellett hagynia Jénát.
1800-ban Berlinbe költözött, ahol – mivel még nem volt egyetem – magántanítványok fogadásából, nyilvános előadássorozatokból és új művek írásából élt. 1805-ben az Erlangeni Egyetemen kapott katedrát, majd 1810-ben az akkor megalakuló Berlini Egyetem filozófiai fakultásának lett vezetője, majd egy évvel később az egész intézmény első választott rektora. A napóleoni háborúk idején hazafias beszédekkel igyekezett a nemzeti szellemet felgyújtani, egyesek őt tartják a német nacionalizmus létrehozójának. Személyesen is részt kívánt venni a felszabadító harcokban, de a hadikórházban dolgozó feleségétől elkapott tífusz ebben megakadályozta, s végül 1814. január 29-én halálát is okozta.

## Munkássága
Fichte szerint a filozófia tudománytan, azaz – más tudományokkal ellentétben – nem közvetlenül az empíria világával foglalkozik, hanem általában a tudás tudománya. Ennélfogva Fichte – Reinhold álláspontját követve – a filozófia feladatának azt tekinti, hogy olyan alaptételeket állítson fel, amelyekből minden tudás megalapozható, de amelyeket már nem lehet megalapozni.
Az teljes tudománytan alapvetése (1794) című írásában Fichte megnevezi azt a három legfőbb alaptételt, amely a tézis, antitézis és szintézis sémájának felel meg.
Az első alaptétel így hangzik: 
1. „Az Én eredetileg saját létét tételezi.”
„Azt a tettcselekvést kell kifejeznie, amely tudatunk empirikus meghatározottsága körében nem fordul elő, nem is fordulhat elő, hanem inkább minden tudat alapjául szolgál, és azt egyáltalán lehetővé teszi.”
Bármiről való tudás előfeltételezi az Én tételezését, aki tud. Az Ént, amelyről az első alaptételben szó van, nem empirikusan, hanem transzcendentálisan kell érteni, vagyis ez adja meg minden tudás feltételét. Ez az abszolút Én végtelen tevékenység.
A második alaptétel az ellentmondás tételét követi:
2. „Az Én nem nem-Én. Vagyis az Énnel szemben kifejezetten egy nem-Én tételeződik.”
A szintézis, amely a két tételt összeköti abban áll, hogy ezek magukat a valóságban csak részben tagadják, azaz egymást kölcsönösen behatárolják.
A harmadik alaptétel ezért így hangzik:
3. „Én az Énben az osztható Énnel az osztható nem-Ént állítom szembe.”
A véges Én és nem-Én ezzel kölcsönösen korlátozzák és meghatározzák egymást. Így a harmadik alaptétel újból két tételt foglal magába: 
- „Az Én a nem-Én által meghatározottként tételezi magát.” Ez képezi az elméleti tudománytan alapját.
- „Az Én önmagát mint a nem-Ént meghatározót tételezi”, ez a gyakorlati tudománytan alapja.

Az elméleti részben azt kell megmagyarázni, miképp jut az Én a maga képzeteihez.
Ha az Ént mint a nem-Én által meghatározottat tekintjük, akkor az Ént passzív befogadónak, a nem-Ént aktívnak gondoljuk el.
Ez az úgynevezett realizmus álláspontja.
A kritikai idealizmus ellenben érvényt szerez annak, 
hogy az Én a nem-Én által korlátozottként magát tételezi és ezért az önkorlátozásban a tevékeny rész.
Azt a tevékenységet, amely által az Én képzetei létrejöttek, amennyiben az Én a nem-Én által behatárolódik, Fichte képzelőerőnek nevezi.
A gyakorlati rész abból az ellentmondásból indul ki, amely az abszolút Én végtelen tevékenysége és a nem Én által korlátozott véges Én között áll fenn.
Miért korlátozza magát az Én?
Az abszolút Én mint végtelen törekvés meghatározottságában rejlik a válasz. Ez azt a követelményt foglalja magában, hogy minden valóság teljességgel az Én által tételezett legyen. Mivel nincs törekvés objektumok nélkül, ezért az Énnek a nem-Én ellenállására van szüksége ahhoz, hogy annak legyőzésében gyakorlativá válhasson.
Ugyanakkor a végtelen Énnek reflektálnia kell, hogy valóban minden realitást magába foglaljon. Az objektumok ellenállása a feltétele annak, hogy a törekvés reflektálódjon és az Én tudjon magáról, így pedig meghatározhassa magát. A nem-Én ellenállása az Én számára az érzésban adott, mint
„az Én cselekedete, amely által valami önmagában fellelhető idegenszerűséget magára vonatkoztat…”
A tudománytan állítja egy, a véges Én tudatától független erő (nem-Én) létezését. Ez azonban csupán érezhető, de nem ismerhető meg. A nem-Én minden lehetséges meghatározottsága az Én meghatározott képességéből vezethető le. 
Fichte ezért a tudománytant mint objektív idealizmust határozza meg.
Fichte több olyan munkát is írt, amelynek címében a tudománytan megjelölés valamilyen formában szerepel. Ezek:
- - A tudománytan vagy az úgynevezett filozófia fogalmáról (1794)
  - A teljes tudománytan alapvetése (1794)
  - A tudománytan sajátosságának alapvonalai (1795)
  - Első bevezetés a tudománytanba (1797)
  - Második bevezetés a tudománytanba (1797)
  - Kísérlet a tudománytan új kifejtésére (1797)
  - A tudománytan kifejtése (1801)
  - A tudománytan általános vázlata (1810)

Az erkölcstan rendszere (1798) a tudománytan eredményeire épül. A cselekedet eszerint akkor erkölcsös, ha az alapja az Én abszolút önállóságának megfelelően az, hogy megszünteti az Én minden függőségét a természettől.
Az erkölcsiség elve ezért abban a gondolatban rejlik, hogy az Énnek a „szabadságát kivétel nélkül és teljességgel az önállóság fogalma szerint kell meghatároznia”.
A cselekedetet a kötelesség fogalma határozza meg úgy, ahogyan az a kategorikus imperatívuszból adódik.
Fichte a A természetjog alapja (1796) című írását – mely szintén a tudománytan elveit követi – etikai főműnek szánta.
„Egy eszes lény nem tudja magát tételezni anélkül, hogy ne tulajdonítana magának szabad működést.”
E szabad működésre való felhívás azonban csak más eszes lények felől irányulhat az Énre.
„Az Én csak azáltal tudja magát önálló cselekvőként felfogni, hogy más szabad eszes lényeket feltételez magán kívül, akik cselekvési játékterüket az ő cselekvési lehetőségeinek javára korlátozzák, és így mint eszes lényt elismerik.”
Az Én saját öntudatához és szabadságához a másik közvetítésével jut el, azaz nem képes tételezni magát anélkül, hogy más eszes lényekkel kapcsolatban ne állna. Ezt nevezi Fichte jogviszonynak:
„A rajtam kívüli szabad lényt mint, olyat minden esetben el kell ismernem, azaz szabadságomat az ő szabadságának a fogalma által korlátoznom kell.”
A cselekvés lehetőségének feltétele az érzéki világban a test. Ezért mint a személy ősjoga érvényesül a test sérthetetlenségére és szabadságára való jog, és jog a szabad tevékenység tartós folytatására a világban. Ennek a szabadságnak a közösségben korlátoznia kell magát mások szabadsága által.
A jogviszony érvényesítését szolgálja a kényszerjog. Ez a szabad akaratból kötött szerződésen alapul és közös államiságot követel meg a jogi kényszer gyakorlásához.
Érdekesség, hogy filozófiája alapvető kérdéseit a kutyák viselkedésére vezeti vissza. Főleg az ember szellemi adottságait hasonlította össze a kutyáéval, amiből arra a következtetésre jutott, hogy az emberhez hasonlóan a kutyákban, és valószínűsíthetően minden állatban megvannak azok a hasonló érzések és lelki benyomások, melyekről azt hisszük, hogy csak az ember birtokolja őket, és az ember talán éppen ettől válik különlegesebbé szinte minden állatnál. Ennek ellenére más filozófusokkal, például Schopenhauerrel ellentétben nem kedvelte, sőt kifejezetten lenézte ezeket az állatokat, mert az emberi tulajdonságok és képességek fejlenténseget, és gyengébb módon való kifejlődését látta bennük.

## Művei

### Fontosabb műveinek címe magyarul
- Minden kinyilatkoztatás kritikájának kísérlete (1792)
- Előadások a tudás emberének rendeltetéséről (1794)
- A tudománytan alapjai (1794/1795)
- A természetjog alapja (1796)
- Az erkölcstan rendszere a tudománytan elvei alapján (1798)
- A zárt kereskedőállam. Filozófiai terv a Jogtan függelékéül és egy jövőbeli politika ízelítőjeként (1800)
- Az ember rendeltetése (1800)
- A tudás emberének lényegéről (1805)
- A jelenlegi kor alapvonásai (1806)
- A boldog élet útmutatója, avagy vallástan (1806)
- Beszédek a német nemzethez (1807/1808)

### Magyar kiadások
- Az író; ford. Boromisza Jenő; Csitári Ny., Székesfehérvár, 1908
- Első és második bevezetés a tudománytanba. A tudománytan vagy az úgynevezett filozófia fogalmáról; ford., tan. Kopasz Gábor; Leopold Ny., Debrecen–Gyula, 1941 (Az újkori filozófia klasszikusaiból)
- A tökéletes állam; ford., bev. Rózsahegyi Zoltán; Phőnix, Bp., 1943 (Klasszikus írások)
- Az ember rendeltetése; ford. Kis János; Magyar Helikon, Bp., 1976
- A erkölcstan rendszere; vál., utószó, jegyz. Vajda Mihály, ford. Berényi Gábor; Gondolat, Bp., 1976 (Etikai gondolkodók)
- Válogatott filozófiai írások; vál. Márkus György, ford. Endreffy Zoltán, Kis János, bev., jegyz. Lendvai L. Ferenc; Gondolat, Bp., 1981 (Gondolkodók)
- Beszédek a német nemzethez (tizenegyedik beszéd). Pécs: Tanulmány, 1995. (in: Eszmék a politikában: a nacionalizmus.)
- Tudománytan nova methodo. Karl Christian Friedrich Krause jegyzetei alapján, 1798/1799; ford. Weiss János; Jelenkor, Pécs, 2002 (Zétémata)
- Minden kinyilatkoztatás kritikájának kísérlete; ford. Rokay Zoltán, Gáspár Csaba László, tan. Rokay Zoltán; L'Harmattan, Bp., 2003 (Coram Deo klasszikusok)
- A boldog élet útmutatója avagy A vallás tana; ford. Hankovszky Tamás; Szt. István Társulat, Bp., 2010 (Fides et ratio)

## További irodalom
- Felkai Gábor: Fichte; Klasszikus német filozófia-sorozat, Kossuth Könyvkiadó, Budapest, 1988
- Rokay Zoltán: Johann Gottlieb Fichte (1762-1814) élete és munkássága; szerzői kiadás, Óbecse, 2013
- Hankovszky Tamás: Fichte korai tudománytanának alapgondolata. Transzcendentális filozófia és antropológia; L’Harmattan ‒ Könyvpont, Budapest, 2014